# Río Hérault
El río Hérault (en occitano Erau o Eraur) es un río costero del sur de Francia que desemboca en el mar Mediterráneo en Le Grau-d’Agde, un barrio de Agda. El río da nombre al departamento de Hérault, por el que discurre en su mayor parte. Nace en el macizo Central francés, en el macizo de las Cévennes, junto al monte Aigoual (Gard). Su longitud es de 160 km y drena una cuenca de unos 2900 km². 
Su recorrido queda incluido en la parte noroccidental del departamento de Gard y el de Hérault. Las principales localidades por las que pasa son Agda y Pézenas.

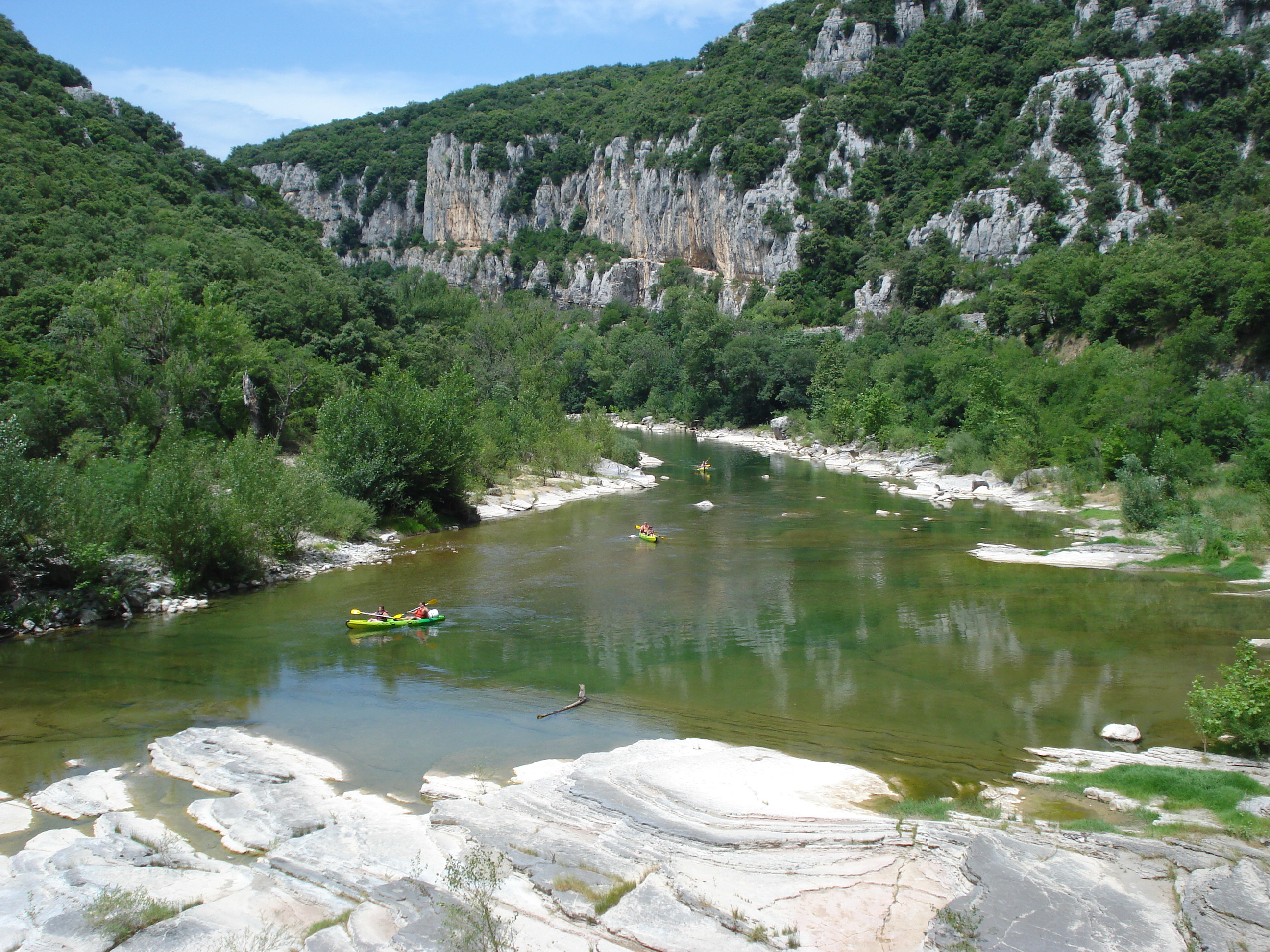
Paisaje del cañón excavado por el río conocido como las gargantas del Hérault

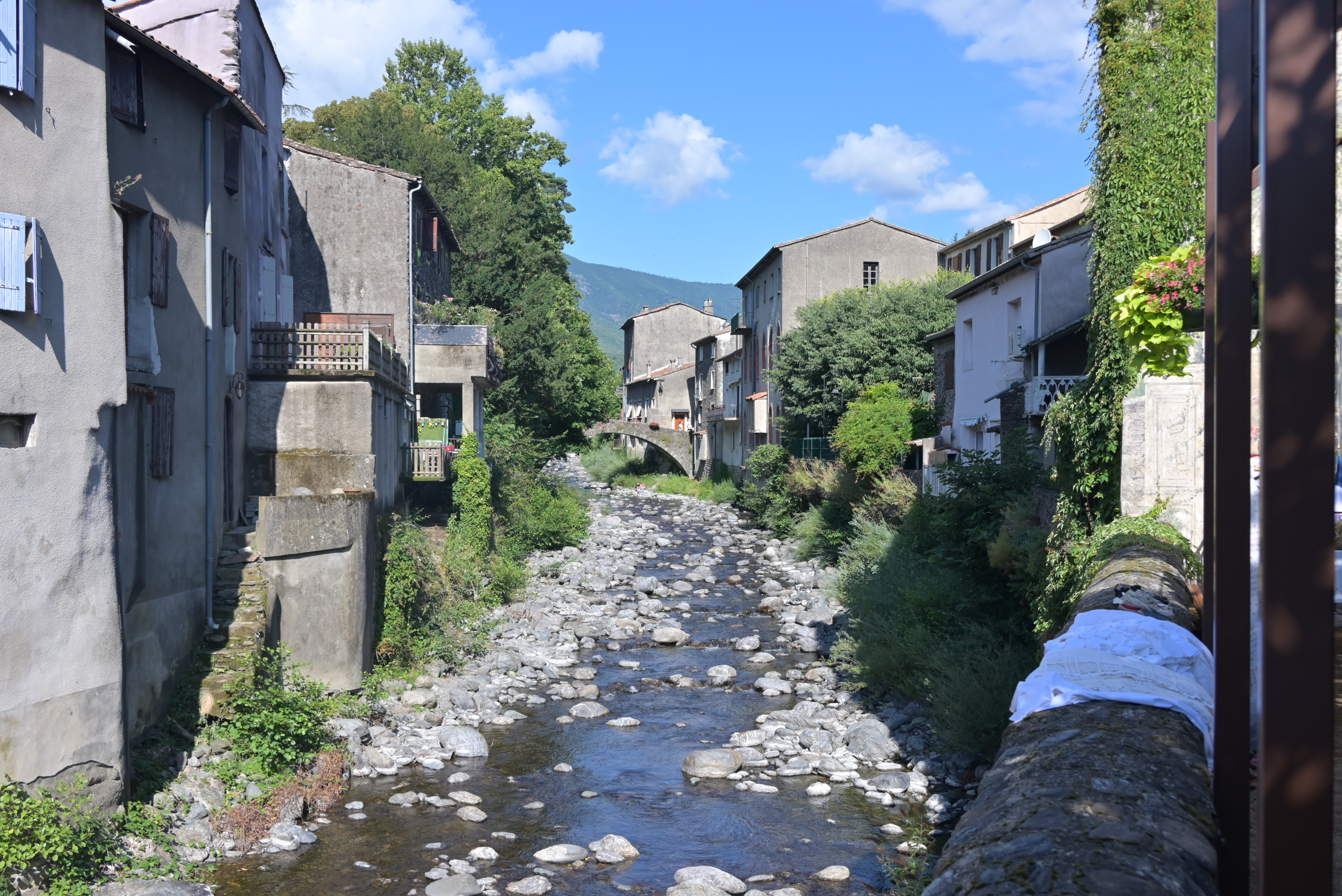
El rio Hérault en Valleraugue (Cévennes).

Tiene un tramo encañonado que se conoce como gargantas del Hérault, cerca de Saint Guilhem-le-Désert, que desde junio de 2010 ha sido distinguido como un Gran Sitio de Francia.
Aunque su flujo anual es abundante, presenta un régimen muy irregular. Para su regulación se han construido embalses en el río y sus afluentes. Es sus orillas puede encontrarse —en muy pequeñas cantidades— oro, procedente de la erosión del Macizo Central. Es navegable entre el Canal du Midi y el mar. 